# Yoshino Takamori
Yoshino Takamori 鷹森 淑乃 (Takamori Yoshino?) (Prefettura di Chiba, 23 novembre 1963) è una doppiatrice giapponese. È rappresentata dalla Arts Vision. È la voce giapponese di Buffy Summers, di Nadia in Nadia - Il mistero della pietra azzurra e Minni nei prodotti più recenti.

## Ruoli principali
- Nadia La Arwall in Nadia - Il mistero della pietra azzurra
- Jeudi in Alpen Rose
- Ine in Project A-ko
- Sayaka Honami in YAWARA!
- Maya Tohno e Viluy in Sailor Moon S
- Yasuko Nakata in Idol densetsu Eriko
- Rui in Ken il Guerriero
- Computer Voice in Armored Core 3
- Trisha Elric e Juliet Douglas/Sloth in Fullmetal Alchemist
- Trisha Elric in Fullmetal Alchemist: Brotherhood
- Minami Kisaka in Jinki:EXTEND
- Riko in Dragon Century
- Shino Akai in Maburaho
- Hanabi Kitaooji nella serie Sakura Wars
- Mamamametchi in Tamagotchi: The Movie
- Lady Flynn Gilbit (a.k.a. Gilbert) in Kyo Kara Maoh!
- Carla Jaegar in L'attacco dei giganti